# Sora-e
Sora-e é um avião elétrico tripulado brasileiro, o primeiro desse tipo a ser produzido na América Latina. O primeiro voo foi realizado na cidade de São José dos Campos em 18 de Maio de 2015. Fez seu primeiro voo para a imprensa em 23 de junho de 2015 e foi desenvolvido conjuntamente pelas empresas ACS Aviation e Itaipu Binacional.

## Características
O Sora-e é um monomotor de dois lugares, com hélice de madeira e carbono. Sua base é o Sora, um avião para acrobacia aérea, com motor a combustão, que foi o primeiro modelo produzido pela ACS. Com estrutura de fibra de carbono, pesa cerca de 650 quilos e tem 8 metros de envergadura.
Utiliza dois motores elétricos Emrax de 35 kW cada um, produzidos pela empresa eslovena Enstroj. Os motores são alimentados por seis conjuntos de baterias de lítio íon polímero, que juntos fornecem 400 volts. 
O aparelho apresenta razão de subida de 1.500 pés por minuto. Sua autonomia de voo é de 90 minutos  a 190 km/h, podendo atingir a velocidade máxima de 340 km/h.

## Histórico
Em 2010, a ACS recebeu R$ 500 mil da Financiadora de Estudos e Projetos (Finep). O objetivo era desenvolver um sistema elétrico para aeronaves. Em setembro de 2014 o Sora-e foi aprovado em testes realizados pelo Centro de Pesquisa, Desenvolvimento e Montagem de Veículos Movidos a Eletricidade (CPDM-VE) da Itaipu.
O voo inaugural foi realizado em Hernandarias, no Paraguai, na fronteira com o Brasil. 